# Pedro Orrente

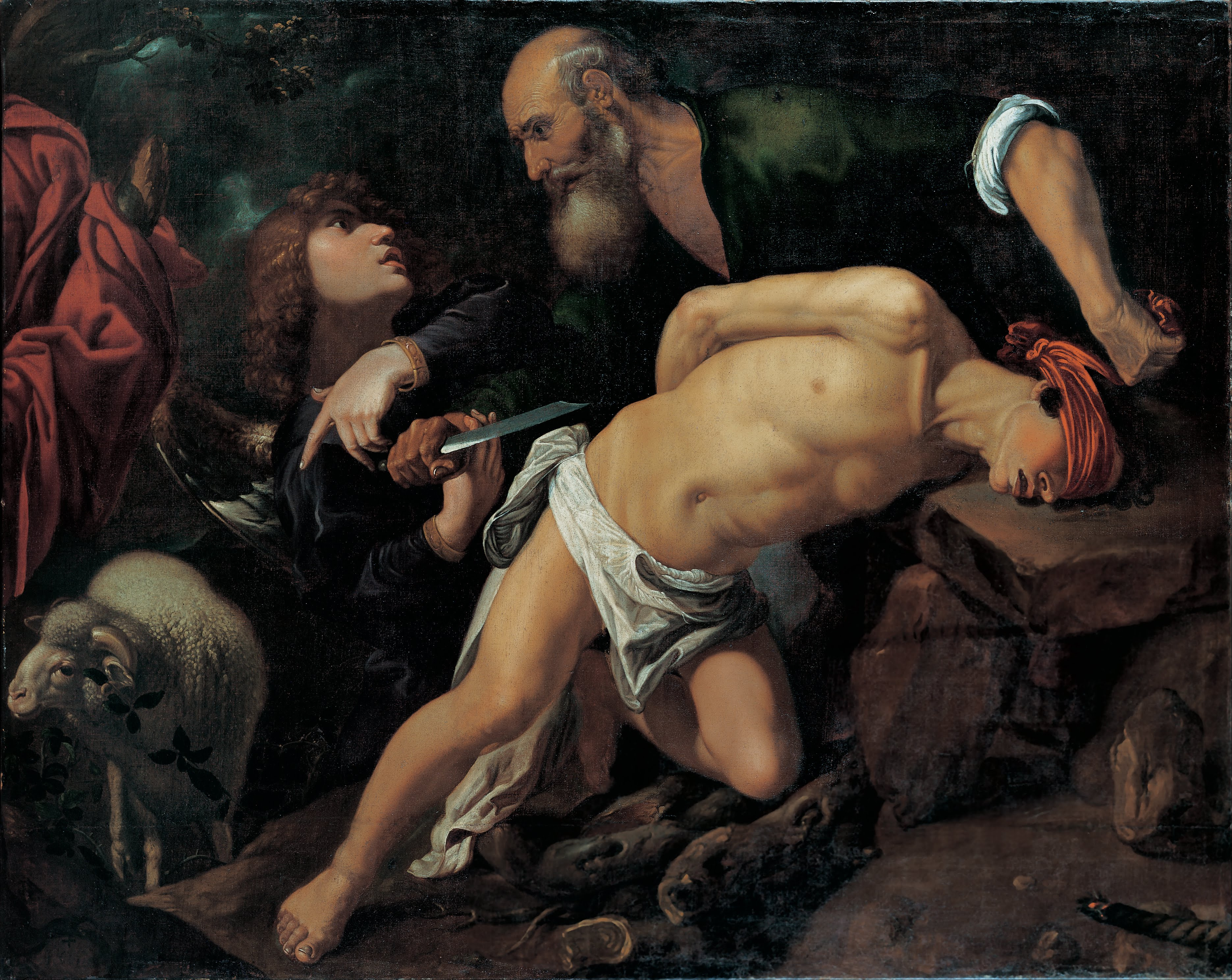
Pedro Orrente, Sacrificio di Isacco, 1616 ca., Bilbao, Museo de Bellas Artes de Bilbao

Pedro de Orrente (Murcia, 18 aprile 1580 – Valencia, 19 gennaio 1645) è stato un pittore spagnolo di ambito barocco, attivo a Valencia nella prima metà del XVII secolo.

## Biografia
Secondo la tesi più accreditata, Pedro de Orrente nacque a Murcia il 18 aprile 1580, nell'omonima regione spagnola situata nell'estremità sud orientale; una seconda ipotesi lo vuole oriundo de Montealegre del Castillo, piccolo villaggio della comunità di Castiglia-La Mancia, nella Spagna centrale della.
Si formò a Toledo, a contatto con le opere che El Greco lasciò nelle chiese e nei palazzi cittadini; qui intrecciò un legame d'amicizia con il pittore Jorge Manuel, figlio dell'artista, che in parte lo influenzò nei soggetti e nella tecnica artistica. Stando alla sua biografia redatta da Antonio Palomino, Pedro Orrente compì un viaggio di formazione a Madrid, in cui lasciò alcune opere non ancora ben identificate dalla critica.
Nonostante la sua vita movimentata, l'artista lasciò un segno indelebile nelle scuole artistiche in cui trovò posto: dapprima in quella toledana, di cui divenne uno dei più grandi esponenti del secolo insieme ai contemporanei Juan Sánchez Cotán e Luis Tristán. Lo stile di Orrente risente quasi del tutto del tenebrismo tipico di Jacopo Bassano, di cui era considerato discepolo: in realtà, il pittore spagnolo non conobbe mai quest'ultimo dal vivo, né mai, pare, intraprese un viaggio in Italia per documentazione; l'unico dato certo è che Orrente si limitò a copiare le opere della scuola dei Bassano che pervenivano in Spagna.
Pedro è documentato in piena attività nelle città di Murcia, Cuenca, Cordova e Siviglia. Il suo più grande operato, tuttavia, lo svolse a Valencia, città che raramente abbandonò perché inesauribile fonte di commissioni e successo. Durante il suo primo soggiorno, intorno al 1616, Orrente realizzò il Martirio di san Sebastiano per una cappella privata della cattedrale, dipinto dai colori scuri tipici dell'operato di Caravaggio a Napoli. 

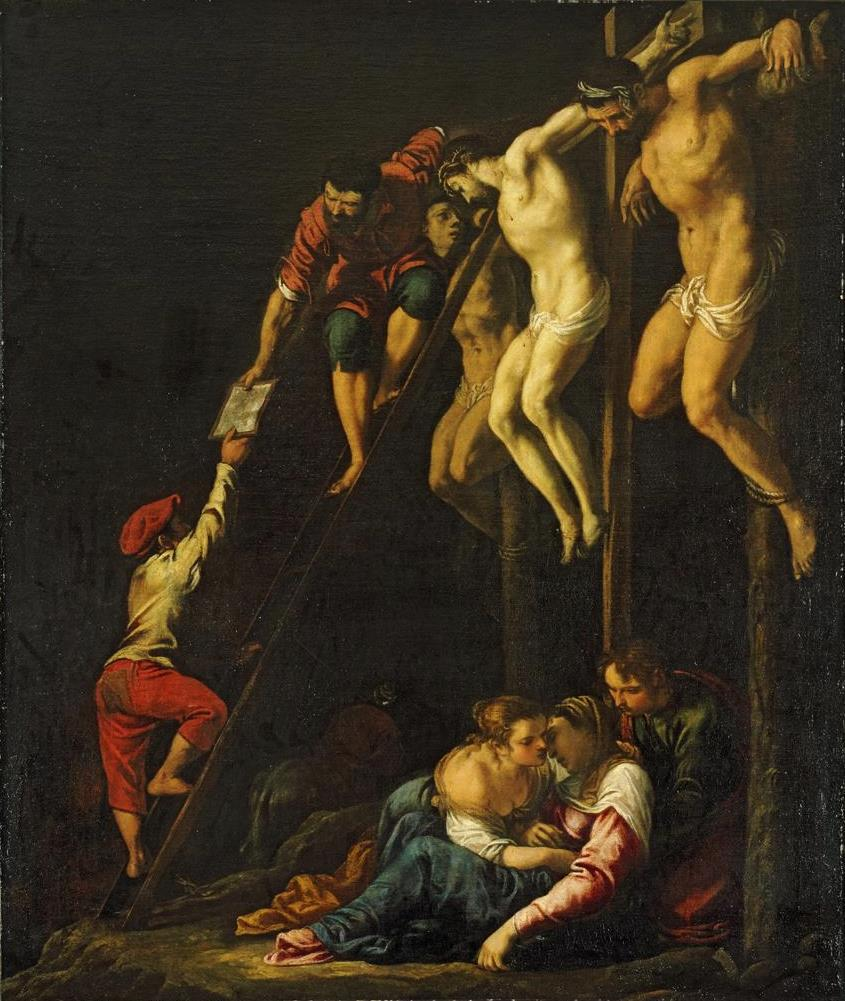
Pedro de Orrente, Calvario, 1612 ca., Atlanta, High Museum of Art

Nel medesimo anno, l'artista esegue e firma la tela che è da molti ritenuta il suo capolavoro: il Sacrificio di Isacco, conservato nel Museo de Bellas Artes di Bilbao, è forse l'opera più caravaggesca dell'artista, poiché impregnata dal naturalismo e dal chiaroscuro che perlopiù caratterizzarono lo stile del pittore italiano. Alcuni studiosi hanno avanzato l'ipotesi che Orrente avesse avuto come modello un dipinto di Caravaggio, a noi non pervenuto.
L'anno successivo, il 1617, l'artista era di nuovo a Toledo per completare il Miracolo di santa Leocadia, commissionato per la cattedrale cittadina. Le tappe successive dell'artista non sono chiare: tra il 1617 e il 1626 i suoi spostamenti sono infatti confusi e poco documentati, mentre a partire da quest'ultimo anno è possibile tracciare un percorso preciso della sua attività. Tra il 1626 e il 1631, Orrente è nuovamente a Toledo, nel quale lascia una vasta serie di dipinti a soggetto biblico, ora distribuiti tra Toledo e Madrid, di sapore veneto per colori e soggetto. Il confronto diretto con i pittori Jusepe de Ribera e Francisco Ribalta, che l'artista incontrò personalmente, permisero inoltre di raffinare la sua vena caravaggesca che Orrente stesso diffuse in Spagna.
Il pittore è documentato a Valencia alcuni anni dopo; qui figura a capo di un'importante bottega che annoverava, tra i tanti allievi, i pittori Esteban March e Pablo Pontons. La sua carriera si conclude proprio in questa città, in cui Orrente spirò tra il 1644 e il 1645 (una tesi sostiene questa seconda data e la colloca il 19 gennaio).
Uno dei suoi dipinti, raffigurante il Calvario, fu ritenuto a lungo opera di Annibale Carracci.

## Opere
La lista di opere seguente è riportata in ordine cronologico:
- Moltiplicazione dei pani e dei pesci, 1613 circa, olio su tela, 106 x 136 cm, San Pietroburgo, Ermitage.
- Martirio di san Sebastiano, 1616 circa, olio su tela, 306 x 219 cm, Valencia, Museo della cattedrale.
- Sacrificio di Isacco, 1616, olio su tela, 133 x 167 cm, Bilbao, Museo de Bellas Artes.
- Entrata in Gerusalemme, 1620 circa, olio su tela, 112 x 127 cm, San Pietroburgo, Ermitage.
- Nozze di Cana, 1620 circa, olio su tela, 104 x 147 cm, Toledo, Chiesa parrocchiale.
- Cena in Emmaus, 1620 circa, olio su tela, 81 x 101 cm, Budapest, Szépművészeti Múzeum.
- Martirio di san Giacomo il Minore, 1639 circa, olio su tela, 205 x 159 cm, Valencia, Museo de Bellas Artes.